# .dd
.dd је био највиши Интернет домен државних кодова (ccTLD) резервисан за бившу Немачку Демократску Републику (Источна Немачка). "dd" је дошло из немачког имена за државу: Deutsche Demokratische Republik. Домен се, међутим, никад није активирао у коренским именским серверима. Избачен је из употребе по рушењу Берлинског зида и поновног уједињења Немачке.